# Federazione calcistica dell'Oman
La Federazione calcistica omanita (in arabo الاتحاد العُماني لكرة القدم, in inglese Oman Football Association, acronimo OFA) è l'organo che governa il calcio nell'Oman. Pone sotto la propria egida il campionato e la Nazionale omanita. Fu fondata nel 1978 ed è affiliata all'AFC e alla FIFA. L'attuale presidente è lo sceicco Salim Al Wahaibi.